# Barbing
Barbing est une commune de Bavière (Allemagne), située dans l'arrondissement de Ratisbonne, dans le district du Haut-Palatinat.

## Personnalités
- Jakob Frohschammer (1821-1893), théologien catholique et philosophe, est né à Illkofen, un des villages de Barbing.